# Capacité thermique isobare
La capacité thermique isobare d'un matériau, que l'on note le plus souvent {\displaystyle C_{p}} ou {\displaystyle C_{P}}, correspond physiquement à la chaleur {\displaystyle \delta Q} que l'on doit lui fournir à pression constante pour élever sa température d'un kelvin, en partant de {\displaystyle T} : 
{\displaystyle \delta Q=C_{p}\,\mathrm {d} T}
Réciproquement, si le corps en question se refroidit de un kelvin depuis la température {\displaystyle T}, il libérera une quantité de chaleur égale elle aussi à {\displaystyle \delta Q}. De manière plus générale, pour faire passer la température de ce corps de {\displaystyle T_{0}} à {\displaystyle T_{1}}, la quantité de chaleur nécessaire est obtenue par simple intégration de la relation précédente : 
{\displaystyle Q=\int _{T_{0}}^{T_{1}}C_{p}\,\mathrm {d} T}
La capacité thermique est une fonction de la température. Si la différence entre les températures {\displaystyle T_{0}} et {\displaystyle T_{1}} est suffisamment faible pour que la capacité thermique ne varie pas notablement, la quantité de chaleur précédente s'exprime plus simplement :
{\displaystyle Q={\overline {C_{p}}}\,(T_{1}-T_{0})}
avec {\displaystyle {\overline {C_{p}}}} la valeur moyenne de la capacité thermique entre les deux températures {\displaystyle T_{0}} et {\displaystyle T_{1}}.
En pratique, cette grandeur est le plus souvent rapportée à la quantité de matière concernée et l'on parle de capacité thermique isobare massique ou de capacité thermique isobare molaire selon la manière utilisée pour quantifier la matière. L'unité utilisée est alors le joule par kilogramme kelvin (J K−1 kg−1) ou le joule par mole kelvin (J K−1 mol−1).